# ズラブ・アデイシヴィリ
ズラブ・シャルヴァス・ゼ・アデイシヴィリ（グルジア語: ზურაბ შალვას ძე ადეიშვილი、グルジア語ラテン翻字: Zurab Shalvas dze Adeishvili、1972年7月27日 – ）は、ジョージアの弁護士、政治家。2008年11月から2012年10月まで法務大臣を務めた。

## 初期生活
アデイシヴィリはグルジア・ソビエト社会主義共和国のクヴァレリ地区にあるムティスジリ村にて誕生。トビリシ大学法学部を1994年に卒業後、トビリシの国立法学研究所やオランダのフローニンゲン大学にて法学の研究を継続。彼は1996年から1999年までジョージア国会にて大陸法の筆頭専門家を務めた。その後ジョージア青年法律家協会やリバティ研究所などのNGO部門に勤め、短期間ではあるが弁護士業も開業した。1999年11月、エドゥアルド・シェワルナゼ大統領率いるジョージア市民同盟の公認候補として国会議員に当選。

## 政治経歴
アデイシヴィリはジョージア市民同盟において、影響力のある少数派閥に加わった。彼らは「改革派」と称し、ズラブ・ジワニアとミヘイル・サアカシヴィリの指導の下、より急進的に西側寄りの政治改革を求めた。
2001年末、ジョージア市民同盟が分裂すると、アデイシヴィリはサアカシヴィリ率いる統一国民運動に合流した。彼は議会とのパイプ役を務め、エドゥアルド・シェワルナゼ政権に対抗する民主改革派に所属した。
2003年11月、無血の「バラ革命」によりシェワルナゼ大統領が辞任すると、いわゆる「改革派」の排除が始まった。アデイシヴィリは後継政権にて法務大臣（2003年12月–2004年2月）、国家安全相（2004年2月–2004年6月）、検事総長（2004年6月–2008年1月）、大統領府長官（2008年1月–2008年11月）を歴任。閣内における有力者として、ミヘイル・サアカシヴィリ大統領との盟友関係を築いた。アデイシヴィリは野党からの攻撃の的となり、検事総長の在任中は特に顕著であった。2008年の内閣改造において、アデイシヴィリは再び法務大臣に就任。また従来の検事総長室は法務省配下に組み込まれた。新組織において彼は、自由主義に即した刑法の制定を最優先事項とした。2012年、総選挙で統一国民運動が敗北し、政権は「ジョージアの夢」連合へと渡った。アデイシヴィリは法務大臣を退き、テア・ツルキアニにその座を引き継いだ。アデイシヴィリの法務大臣在任中の業績としては、公共サービス局の刷新が挙げられる。これにより汚職の大幅な減少や、市民登録および財産登録の業務効率改善が行われた。
選挙後、新政府は「正義の回復」と呼ばれる運動を開始し、サアカシヴィリ政権時代の政府高官に対する刑事訴追を行った。これらの訴訟に関しては、選択的司法や政治的報復が懸念され、国際社会から大きな批判を受けた。ビジナ・イヴァニシヴィリ新首相は2013年11月12日にジョゼ・マヌエル・ドゥラン・バローゾ欧州委員会委員長と会談後、「国家のイメージを傷つけ、法の支配を弱める可能性がある。選択的司法の状況は回避しなければならない」と述べた。2015年4月、国際刑事警察機構の事務総局は、ズラブ・アデイシヴィリに対する国際手配を取消した。
新たな与党連合「ジョージアの夢」の執行部はサアカシヴィリ政権を公然と非難し、閣僚を起訴したが、アデイシヴィリの倫理観や汚職防止に尽くした姿勢については部分的に評価した。